# Моргонджори
Моргонджори (итал. Morgongiori) — коммуна в Италии, располагается в регионе Сардиния, в провинции Ористано.
Население составляет 892 человека (2008 г.), плотность населения составляет 20 чел./км². Занимает площадь 45 км². Почтовый индекс — 9090. Телефонный код — 0783.
Покровительницей коммуны почитается святая Мария Магдалина, празднование 22 июля.

## Демография
Динамика населения:

## Администрация коммуны
- Официальный сайт: http://www.comune.morgongiori.or.it